# Nederlandse naamlijst van de weekdieren
De Nederlandse naamlijst van de weekdieren is een door de Nederlandse Malacologische Vereniging in 1994 opgestelde lijst van Nederlandstalige namen voor de in Nederland en België voorkomende soorten weekdieren (mollusken).
Het gaat om alle zoetwater- en marine slakken, zoals keverslakken en naakt- en huisjesslakken, alle tweekleppigen zoals mosselen, oesters en strandschelpen en ten slotte alle paalwormen, zeekatten en inktvissen.
Hoewel veel woordenboeken deze namen inmiddels hebben overgenomen, zijn nog niet alle namen overal doorgedrongen. Nog vaak worden andere Nederlandse namen gebruikt of/en vreemde vertalingen uit Engels of Latijn. Dit zorgt voor verwarring en was feitelijk de belangrijkste reden voor de totstandkoming van een officiële namenlijst. Daarnaast waren ondubbelzinnige namen nodig voor het natuurbeleid en de popularisatie van de malacologie, de studie der weekdieren.
De gepubliceerde lijst bevat een overzicht van de vele Nederlandstalige namen van de in een groot deel van de Nederlandstalige literatuur tot 1994. Uit de beschikbare namen is uiteindelijk steeds één officiële naam gekozen. De keuzes en criteria zijn uitgebreid verantwoord.
In een klein deel van de gevallen zijn nieuwe namen voorgesteld. Deze zijn uitgebreid in publicaties in voorgaande jaren voorgelegd aan de malacologische wereld, waarna men kon reageren. De keuzes voor nieuwe namen en de criteria zijn uitgebreid verantwoord in het document.